# Ł (слово латинице)
Ł ł (Ł ł; искошено: Ł ł), односно L са потезом, је слово латинице. Користи се у пољској, кашупској, лужичкој, белоруској и украјинској латиници, као и у Вимисорис, Навахо, Dëne Sųłıné, инупиатском, Зуни, Хупа, См'алгиак, Нисга'а и Догри азбуци. Може се уочити и у неколико предложених абецеда за венецијански језик и у ISO 11940 романизацији тајландског писма.
У неким словенским језицима представља наставак прасловенског, непалаталног ⟨L⟩ (тамно L), осим у пољском, кашупском и лужичком језику, где је даље еволуирао у звук /w/. У већини неевропских језика представља безвучни алвеоларни латерални фрикатив.
У венецијанском се сличан глиф ⟨Ƚ ƚ⟩ (L са хоризонталном потезом) користи као замена за L у многим речима у којима се изговор слова „L“ променио за неке дијалекте, односно тако што је постао безгласан или тако што је постао краћи самогласник, који одговара /ɰ/ или /ɛ/.
У нормалним фонтовима, слово има црту (потез) приближно на средини вертикалног стабла и прелази га под углом између 70° и 45°, никада хоризонтално. У писаном рукопису и фонтовима слични њему, велико слово има хоризонтални потез кроз средину и изгледа веома слично знаку фунте (£). У писаном малом слову, потез је такође хоризонталан и постављен на врх слова уместо да иде кроз средину стабла, да би се разликовало од латиничног слова t. Потез је или раван или благо таласаст, у зависности од стила.  За разлику од ⟨l⟩, слово ⟨ł⟩ се обично пише без приметне петље на врху. Већина јавно доступних вишејезичних писаних слова, укључујући комерцијалне, садржи нетачан глиф за ⟨ł⟩.
Ретка варијанта ł глифа је писана двострука ł лигатура, која се користи у речима као што су Jagiełło, Radziwiłł или Ałłach (архаично: Аллах), где су потези на средини слова спојени у један потез.

## Рачунарски кодови
| Знак                         | Ł                                  | Ł                                  | ł                                | ł                                |
| Уникодно име                 | LATIN CAPITAL LETTER L WITH STROKE | LATIN CAPITAL LETTER L WITH STROKE | LATIN SMALL LETTER L WITH STROKE | LATIN SMALL LETTER L WITH STROKE |
| Знаковни кодирање            | decimal                            | hex                                | decimal                          | hex                              |
| Unicode                      | 321                                | 0141                               | 322                              | 0142                             |
| UTF-8                        | 197 129                            | 0xC5 0x81                          | 197 130                          | 0xC5 0x82                        |
| Нумеричка знаковни референца | &#321;                             | &#x0141;                           | &#322;                           | &#x0142;                         |
| CP 852                       | 157                                | 9D                                 | 136                              | 88                               |
| CP 775                       | 173                                | AD                                 | 136                              | 88                               |
| Mazovia                      | 156                                | 9C                                 | 146                              | 92                               |
| Windows-1250, ISO-8859-2     | 163                                | A3                                 | 179                              | B3                               |
| Windows-1257, ISO-8859-13    | 217                                | D9                                 | 249                              | F9                               |
| Mac Central European         | 252                                | FC                                 | 184                              | B8                               |

## Слична слова
• W w
• Ў ў
• U u